# Sept Nuits au Japon
Pour plus de détails, voir Fiche technique et Distribution.
Sept Nuits au Japon (Seven Nights in Japan) est un film franco-britannique réalisé par Lewis Gilbert, sorti en 1977.

## Fiche technique
- Titre français : Sept Nuits au Japon[1]
- Titre original anglais : Seven Nights in Japan
- Réalisation : Lewis Gilbert, assisté de Brian W. Cook
- Scénario : Christopher Wood
- Photographie : Henri Decaë
- Montage : John Glen
- Musique : David Hentschel
- Sociétés de production : Anglo-EMI, Marianne Productions
- Pays d'origine :  Royaume-Uni,  France
- Langue : anglais
- Format : couleur (Technicolor) - Mono
- Durée : 104 minutes
- Date de sortie : 
  - Royaume-Uni : 16 septembre 1976
  - France : 1976[1]

## Distribution
- Michael York : Prince George
- Hidemi Aoki : Sumi
- Charles Gray : Henry Hollander
- Anne Lonnberg : Jane Hollander
- Éléonore Hirt : Mrs. Blanche Hollander
- James Villiers : Finn
- Yolande Donlan : épouse américaine
- Peter Jones : Capitaine Balcon
- Lionel Murton : touriste américain